# Хосе Маурер
Хосе Маурер (івр. יוסף מאורער; 6 травня 1906 — 23 травня 1968) — ізраїльсько-аргентинський актор. Вважався одним з найвидатніших діячів театру на їдиш.

## Біографія

### Раннє життя
Народився Йоше Маурер Нейман 6 травня 1906 року в містечку Борислав, на той час процвітаючому нафтовому місті в Галичині, Австро-Угорська імперія. Маурер був сином місцевого чоботаря і був відомий як скрипаль-аматор, актор і співак.

### Кар'єра
Коли у 1922 році до Борислава завітав знаменитий Віленський єврейський театр (Віленська трупа) під керівництвом Зигмунда Туркова, 16-річному Йоше запропонували другорядну роль. Через два тижні, коли театр поїхав, поїхав і Йоше. У складі цього знаменитого театру на їдиш він гастролював у Польщі та Румунії до 1927 року, коли емігрував до Аргентини.
У Буенос-Айресі він став одним з провідних акторів єврейського театру їдиш, граючи разом з такими відомими акторами, як Йосип Булофф, Моріс Шварц і Яків Бен-Амі. Його вважали першокласним «характерним» (драматичним) актором і «tour de force», який часто змінював головні ролі, наприклад, граючи з Бен-Амі обидві ролі Людини й Диявола в «Гот, Ментш і Тайвель», знаменитій їдишській версії «Фауст» Якоба Ґордіна, ніч за ніччю. З іншого боку, він мав комедійний дар і брав участь у багатьох музичних комедіях.
Наприкінці 1940-х років він був обраний президентом Гільдії єврейських акторів Аргентини та обіймав цю посаду понад 20 років, аж до своєї еміграції в Ізраїль.
Він знявся у 28 аргентинських фільмах, спеціалізуючись на «іноземних» акцентах, і грав на іспано-аргентинській сцені, серед інших, з Бертою Зінґерман.
У 1963 році він переїхав до Ізраїлю, де грав на їдишській сцені та був обраний там президентом Гільдії акторів мовою їдиш до самої смерті.

### Смерть
Його мрією всього життя було померти на сцені, що він і зробив. У 1968 році, невдовзі після того, як опустилася завіса, з гримом на обличчі, у нього стався інсульт, і незабаром він помер у віці 62 років.

## Спадщина
Його колекція рукописних п'єс, включаючи переклади на їдиш сучасної аргентинської драматургії, була передана в дар Університету Бар Ілан і зараз є частиною Центру вивчення їдишу імені Рена Коста.

## Фільмографія
| Рік  | Назва                            |
| ---- | -------------------------------- |
| 1944 | «24 години у житті жінки»        |
| 1944 | «Пристрасно»                     |
| 1944 | «Справжня перемога»              |
| 1945 | «Мадам Сан-Жен»                  |
| 1947 | «Альбеніс»                       |
| 1947 | "Холоднокровно "                 |
| 1948 | «Марія де лос Анхелес»           |
| 1948 | «Вогняна земля»                  |
| 1950 | «Рекомендований улов»            |
| 1950 | «П'янтадіно»                     |
| 1951 | «Живучи миттю»                   |
| 1951 | «Шлях до злочинності»            |
| 1951 | «Передмістя»                     |
| 1952 | «Паясо»                          |
| 1955 | «Кохання ніколи не вмирає»       |
| 1955 | «Грішник»                        |
| 1956 | «Низькопробне золото»            |
| 1957 | «Нехай ластівки торкнуться мене» |
| 1959 | «Муки таємниці»                  |
| 1959 | «Божі гроші»                     |
| 1960 | «Хресна хода»                    |
| 1960 | «Герої сьогодення»               |
| 1960 | «Я хочу жити з тобою»            |
| 1961 | «П'ятий національний рік»        |
| 1962 | «За брехнею»                     |
| 1962 | «Зшитий приятель»                |
| 1963 | «Щури»                           |
| 1963 | «Псевдонім „Флеквілло“»          |